# 韋塞萊 (杜布諾區)
50°16′35″N 25°12′57″E / 50.27639°N 25.21583°E
韋塞萊（烏克蘭語：Веселе）是位於烏克蘭西北部的村莊，由羅夫諾州杜布諾區的克魯佩茨市鎮負責管轄。該村面積0.04平方公里，海拔高度201米，2001年人口3，人口密度每平方公里289.5人。